# Kwasy aromatyczne
Kwasy aromatyczne – kwasy karboksylowe zawierające grupę karboksylową przyłączoną bezpośrednio do pierścienia aromatycznego. 
Bezpośrednie przyłączenie grupy karboksylowej do pierścienia aromatycznego modyfikuje własności grupy karboksylowej, a także modyfikuje własności ugrupowania aromatycznego, co się przejawia różną reaktywnością alifatycznych i aromatycznych kwasów organicznych.
Najprostszym kwasem aromatycznym jest kwas benzoesowy. 